# Шудог
Шудог или Шудэг — река в России, течет по территории Корткеросского района Республики Коми. Вытекает из болота Ыджыднюр с западной стороны на высоте 131 м над уровнем моря. Устье реки находится в 33 км по левому берегу реки Нёбъю на высоте 96 м над уровнем моря возле урочища Шудог. Длина реки составляет 14 км.

## Данные водного реестра
По данным государственного водного реестра России относится к Двинско-Печорскому бассейновому округу, водохозяйственный участок реки — Вычегда от истока до города Сыктывкар, речной подбассейн реки — Вычегда. Речной бассейн реки — Северная Двина.
Код объекта в государственном водном реестре — 03020200112103000017375.